# Medio Maratón Zubiri-Pamplona

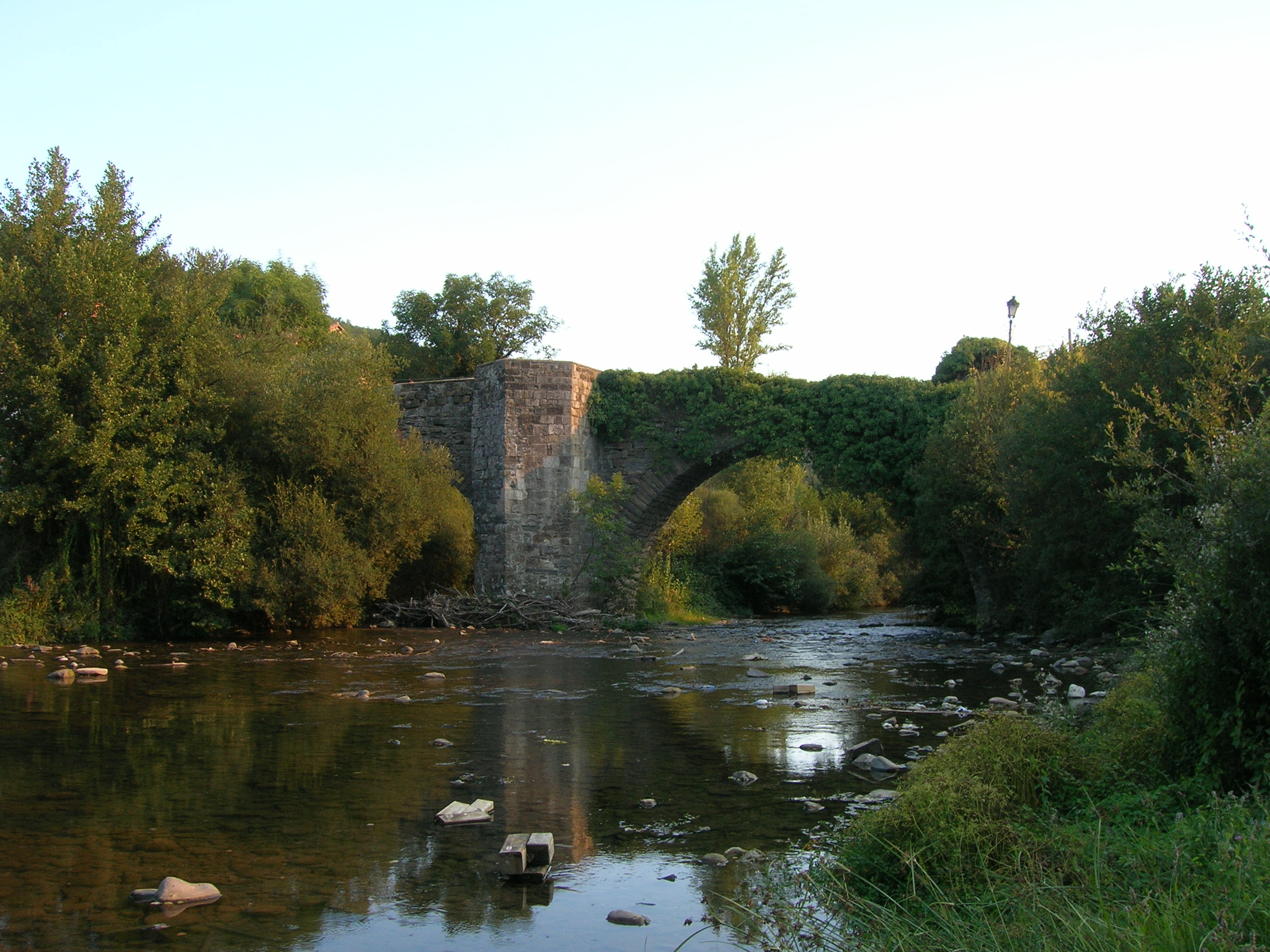
El histórico Puente de la Rabia de Zubiri es el punto de salida de la competición.

La Medio Maratón Zubiri-Pamplona es una competición atlética celebrada anualmente desde 2016 entre las localidades de Zubiri (Valle de Esteríbar) y Pamplona, ambas situadas dentro de la Comunidad Foral de Navarra.
Junto con la San Fermín Marathon, Medio Maratón Ciudad de Tudela, Maratón Vía Verde del Plazaola y la Media Maratón Camino de Santiago Los Arcos - Viana, esta competición es una de las maratones más relevantes en la Comunidad Foral.

## Características

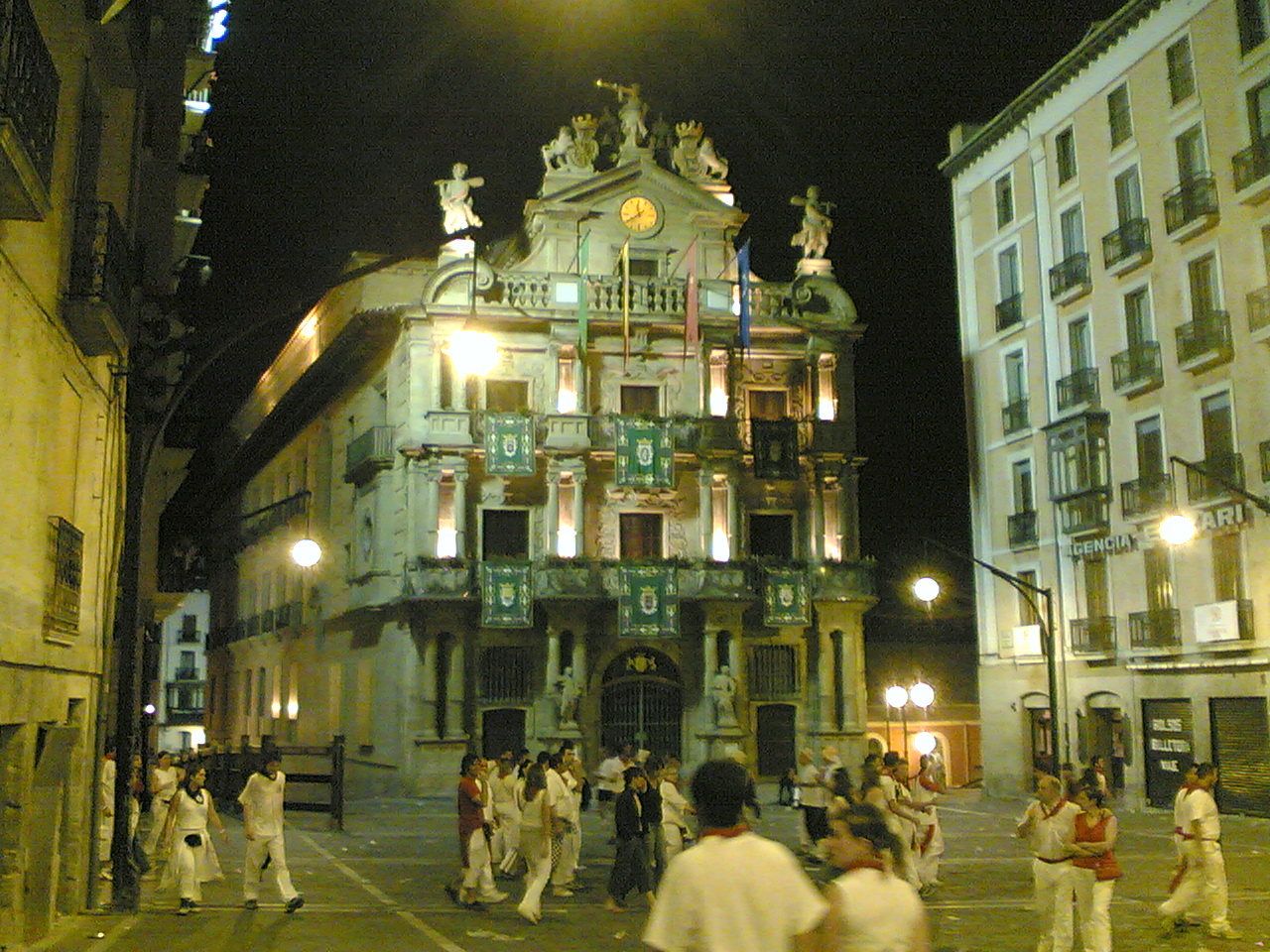
La plaza del ayuntamiento de Pamplona, en donde acaba la carrera.

### Recorrido
La prueba tiene un recorrido de 21 kilómetros, muchos de los cuales trascurren de forma paralela al Camino de Santiago y al río Arga. La salida se sitúa en el Puente de la Rabia de la localidad de Zubiri, mientras que la meta se localiza en la plaza del ayuntamiento de la capital navarra.

### Número de participantes
La carrera tiene limitación de corredores inscritos. En la primera edición fue de 900 corredores, cubriéndose todo el cupo y llegando a la meta 733 corredores. En la segunda edición fue de 1200, aunque la participación se quedó en 800 y siendo finalizada por 788 corredores.

### Coste de inscripción
El precio del dorsal está en 22 euros.